# Sida phaeotricha
Sida phaeotricha är en malvaväxtart som beskrevs av Ferdinand von Mueller. Sida phaeotricha ingår i släktet sammetsmalvor, och familjen malvaväxter. Inga underarter finns listade i Catalogue of Life.